# Bocaddon
Bocaddon – wieś w Anglii, w Kornwalii. Leży 76 km na północny wschód od miasta Penzance i 335 km na zachód od Londynu.